# Lago Herren (Waren)
El lago Herren (en alemán: Herrensee) es un lago situado en el distrito de Llanura Lacustre Mecklemburguesa, en el estado de Mecklemburgo-Pomerania Occidental (Alemania), a una altitud de 62.5 metros; tiene un área de 1.5 hectáreas.
Se encuentra en el centro de la ciudad de Waren, junto al lago Müritz, que es el mayor lago de Alemania.